# Convenção Europeia

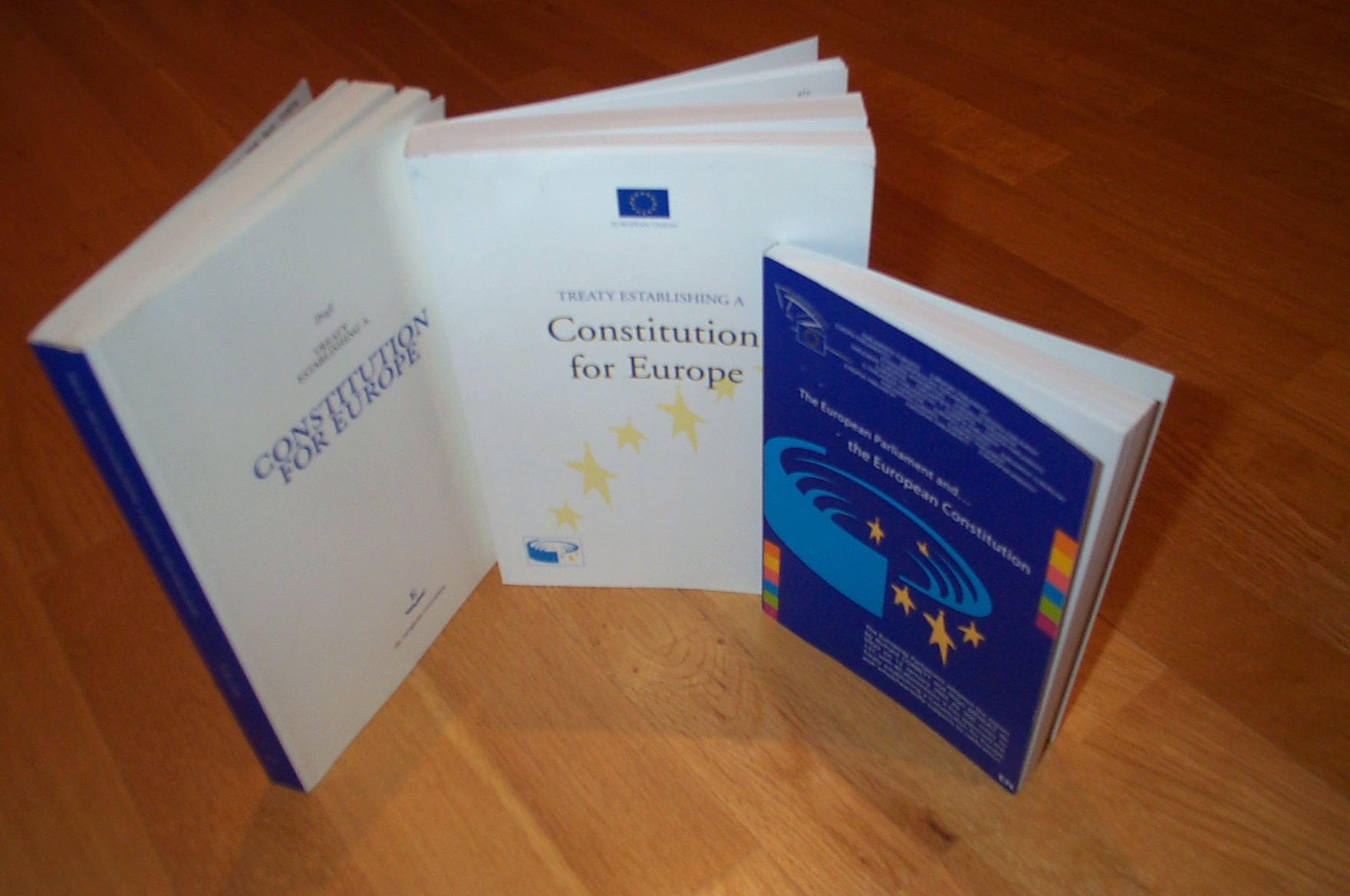
Versões do tratado proposto para a Constituição da União Europeia.

A Convenção Europeia, ou Convenção sobre o futuro da Europa foi uma estrutura estabelecida pelo Conselho Europeu em dezembro de 2001 resultante da Declaração de Laeken. O seu intuito foi a criação de uma proposta para a Constituição da União Europeia, para o conselho finalizar e adoptar. A Convenção deu por concluída a sua tarefa em Julho de 2003, com a sua proposta de tratado, onde surgia a Constituição Europeia.
A convenção foi formada por parlamentares dos vários estados membros e do Parlamento Europeu, membros da Comissão Europeia, parlamentares dos países candidatos à integração à União Europeia, representantes dos trabalhadores, empresários e ONGs.
Os seus membros reuniram-se por vinte e seis ocasiões, fazendo mais de 1800 intervenções.
A convenção organizou-se por onze grupos de trabalho e três círculos de debate, cada um com um princípio e um mandato específico, tratando assim cada grupo de trabalho de questões mais específicas, e produzindo recomendações para o conjunto da Convenção.
Durante a convenção, os membros da comissão apresentaram 386 contribuições escritas, e 773 aos grupos de trabalho e círculos de debate.
Para a tomada de decisões foi usado o consenso, interpretado pela Presidência da Convenção, liderada pelo francês Valéry Giscard d'Estaing.